# Доможаков (аал)
Доможаков (хак. Томзехал) — аал в Усть-Абаканском районе Хакасии, находится в 65 км от райцентра — пгт Усть-Абакан.
Расположен в З км от автотрассы Абакан — Аскиз вблизи р. Абакан. Расстояние до ближайшей железнодорожной станции Кирба — 3 км. Число хозяйств — 391, население — 1041 чел. (01.01.2004), в том числе русские (36 %), чуваши (47 %), хакасы (16 %) и др.
Аал основан приблизительно в 1820 году. Первоначальное название — Томижех. С 1930 — Хызыл-аал, с 1960 — Доможаков. Название связано с хакасской фамилией, которую носили:
- Доможаков, Михаил Егорович — Герой Советского Союза,
- Доможаков, Александр Викторович — художник.

В 1950-х происходило организованное переселение в Хакасию переселенцев из Чувашии. Имеются средняя общеобразовательная школа, сельская библиотека, краеведческий музей, памятник воинам-землякам, погибшим в годы Великой Отечественной войны, чувашский народный коллектив исполнителей.

## Население
| 2002 | 2010  |
| ---- | ----- |
| 1028 | ↗1069 |